# Alain Gardinier
 (août 2024).
Si vous disposez d'ouvrages ou d'articles de référence ou si vous connaissez des sites web de qualité traitant du thème abordé ici, merci de compléter l'article en donnant les références utiles à sa vérifiabilité et en les liant à la section « Notes et références ».
 (août 2024).
Alain Gardinier est un journaliste, écrivain et réalisateur français. 

## Biographie
Né à Bayonne sur la Côte basque, Alain Gardinier a commencé sa carrière en tant qu'assistant-réalisateur de longs-métrages (Christian de Chalonge, Robert Fuest, Joyce Buñuel...) avant de devenir journaliste-photographe animalier (Terre Sauvage, Mondo Sommerso...) et musical (Rock & Folk, Rock, Rock et Bd, Chanson Magazine, VSD, le Matin de Paris, Newlook, le Nouvel Observateur, 20 ans, Glamour, L'Écho des savanes...). Il sera également photographe pour plusieurs pochettes de disques (Coutin, Screamin' Jay Hawkins, Sugar Ray Ford, Chéreze,
Blanchard, Daniel Facérias, Buzy...) et rédacteur de biographies d'artistes.
Après avoir travaillé en tant que journaliste-réalisateur pour la société Flagrant délit, Thalassa et Sygma TV sous la direction d'Hervé Chabalier, il entre à Canal+ en 1987 en tant que chroniqueur musical dans l'émission Nulle part ailleurs, puis dans Top 50 où il tiendra pendant 3 ans la rubrique "Top around the world" et deviendra le joker de Marc Toesca de 1988 à 1990. Il animera ensuite l'émission Top Bab sur la chaîne Canal Jimmy tout en réalisant autour du monde des sujets axés autour de la musique pour l'émission Megamix de Martin Meissonnier (France 3).
Il s'occupera également pendant plusieurs années de la programmation du festival de rock français Halou à Tokyo. Il prendra ensuite la rédaction en chef et la présentation, sur M6, des émissions Nouba et Culture Rock qui obtiendra le 7 d'or de la meilleure émission musicale en 1993 et aussi le premier 7 d'or de la chaîne. Après une saison dans l'émission Taratata (Air Productions), il crée avec Lorenza Radici, en 1996, la première émission consacrée à une autre de ses passions, les sports de glisse. Free Ride, devenue Yoz l'année suivante, qui restera 15 ans à l'antenne.
Depuis ses débuts en tant que journaliste, Alain Gardinier a également écrit plus de 150 articles sur le surf et les sports de glisse, et réalisé de nombreux documentaires, dont la série l'esprit du surf (la Cinquième, 1995). Il est également l'auteur de plusieurs livres sur le surf : Surf guide avec Franck Margerin, Surfeurs, Surfeurs 2, Les tontons Surfeurs, ainsi que de compilations sur la musique surf. Il a également réalisé et produits des films sur les compétitions de surf organisées par de grandes marques (Gotcha, Quiksilver, Oxbow, Roxy), tournages qui l'emmèneront à Tahiti, Hawaii, Fidji, en Californie, en Indonésie, au Mexique, en Afrique du Sud ou encore en Australie.
De retour sur la Côte basque en 1999, il va fonder Zuma Productions, une société de productions audiovisuelle spécialisée en films d'entreprises et films de surf. Parmi les sorties DVD : Amuz, Bigue!, Two Bigue, Surfez mieux!, Surfez mieux c'est divin!, ainsi que les DVD de la compétition internationale Quiksilver Pro France et plusieurs films relatant les compétitions internationales. 
En mai 2008, Alain Gardinier a sorti aux éditions Pimientos un Dictionnaire du Pays basque,.
En 2009, il publie, sur la superbe collection d'objets surf de Gérard Decoster, Surf Collection. En octobre 2010, il sort 365 jours de l'histoire du rock aux éditions de la Martinière. Il collabore avec le label Naïve sur un coffret de 3CD + 1DVD intitulé Born To Surf, ainsi qu'avec la FNAC pour divers produits dont les coffrets de 10 CD California Dreaming.
En juin 2013, il propose aux éditions Atlantica 'Miki Dora, de Malibu a la Côte basque', un portrait du légendaire surfeur, en quête de l'été sans fin, qu'il côtoya durant ses nombreux séjours sur la Côte basque.
Le printemps 2014 voit la sortie de Punk sur la ville ! (éditions Atlantica), un livre racontant l'épopée du premier festival punk, à Mont-de-Marsan en 1976, ainsi que de DPRK, son onzième livre et premier roman, un 'polar' ayant pour cadre la Corée du Nord aux Éditions Daphnis et Chloé (disponible également en poche chez Folio).
En juin 2015, il publie Surf Culture (Atlantica), un livre de près de 300 pages et 750 illustrations couvrant toute l'histoire de la culture surf (livres, films, musique, moyens de locomotion, bande dessinée, etc.)
En 2016, sortent Ride The Wild surf! (éditions Atlantica), dix portraits de surfeurs aux parcours cabossés et The Endless Summer (GM Éditions), un beau livre racontant l'épopée de ce film essentiel de la culture surf .
En 2017, Alain Gardinier propose François Lartigau Surfing Moments, (éditions Atlantica), un livre-hommage pour son ami François Lartigau, décédé en décembre 2016, ainsi que Surf Me Up! (éditions Atlantica) 90 chroniques sur l'univers du surf (tirées de son émission radio du même nom sur France Bleu Pays basque).  En juin 2017 sort également A La croisée des chemins: 40 ans de rugby à Bidart , un livre retraçant l'épopée de ce club de rugby hors du commun ayant recueilli en son sein All Blacks et autres internationaux de renom.
Il prend en charge pour Atlantica Editions le livre ‘A la Découverte de La Nouvelle Aquitaine’ et co-signe avec René Bégué le livre ‘’Biarritz Sixties Surf Origins’’.
En 2018, 2019 et 2020,  il va se consacrer  à l’écriture de plusieurs livres musicaux (Crossroads UK, Crossroads USA, Americana Music, Summer Of Love…) édités par GM Editions et à destination exclusive de la FNAC. Il assure également la rédaction en chef et la rédaction globale pour GM Editions du livre collégial ‘’L'Alphabet du Rock en 250 discographies clandestines’’, puis participera activement à la rédaction de '' la Discothèque Idéale vinyles Fnac'' (sorti en octobre 2020), environ 2000 chroniques de vinyles. 
En mai 2021, il propose le livre 'Bob Marley et la légende du reggae' aux éditions Gründ. 
Septembre 2022 : il propose, aux éditions GM, NEIL YOUNG, SEPT DECENNIES AU SOMMET DU ROCK, une large enquête-biographie sur l'artiste canadien Neil Young l'année du cinquantenaire de la sortie de 'Harvest', son album mythique.
Sollicité par le dessinateur Renaud Garreta, il écrit le scénario d'un roman graphique ayant pour thème le surf et l'aventure hippie , qui sortira en 2023 chez Glenat sous le titre de 'HIPPIE SURF SATORI'.
A la même période est proposé aux Presses de la Cité (collection TerreSombres) son roman VENGEANCE AU FRONTON se déroulant au Pays basque ainsi qu'à Miami.
Octobre 2024, Alain Gardinier sort dans la collection des 'Dictionnaire Amoureux' chez Plon son DICTIONNAIRE AMOUREUX DU PAYS BASQUE' (115 entrée, 550 pages).

## Publications
- Surf Guide (La Sirène 1993)
- Noms d'un rock (La Sirène 1993)
- Surfeurs (La Sirène 1996)
- Surfeurs 2 (Vent de Terre 1998)
- Les tontons surfeurs (Atlantica 2004)
- Le dictionnaire du pays basque (Pimientos 2008)
- Surf collection (Aubanel/ La Martinière 2009)
- 365 jours de l'histoire du rock (La Martinière 2010)
- Miki Dora (Atlantica 2013)
- Punk sur la Ville ! (Atlantica 2014)
- DPRK. Roman (Daphnis & Chloé 2014- Folio 2016)
- Surf culture (Atlantica 2014)
- The endless summmer (GM éditions 2016)
- François Lartigau Surfing Moments (Atlantica 2017)
- Surf me up ! (Atlantica 2017)
- 40 ans de rugby au BUC (Buc 2017)
- Crossroads UK, Crossroads USA, Americana Music, Summer of love (GM Editions-FNAC 2019-2020)
- Biarritz sixties surf origins (Atlantica 2019)
- Bob Marley et la légende du reggae (Gründ 2021)
- Neil Young, sept décennies au sommet du rock (GM Editions, 2022)
- Vengeance au fronton (Terres Sombres, 2023)
- Hippie Surf Satori (avec Renaud Garreta) (Glenat, 2023)
- Dictionnaire Amoureux du Pays basque (Plon, 2024)